# 乙弗绘
乙弗绘（?—?），河南洛阳（今河南省洛阳市东）人，侍御中散、散骑侍郎、西平孝公乙海之孙，北魏驸马、乙瑗之子。

## 生平
乙弗绘是文帝元宝炬乙弗皇后之兄。535年，文帝元宝炬即位，拜他为开府仪同三司、侍中、中书监、吏部尚书，封魏昌县公。

## 家庭

### 母亲
- 淮阳公主，魏孝文帝元宏第四女

### 兄弟姐妹
- 乙弗皇后，西魏文帝元宝炬皇后
- 乙弗子文，魏秦豫二州刺史、直阁将军、定陶公